# Ragnhild av Tälje
Sankta Ragnhild av Tälje, född 1075, död omkring år 1117, är ett svenskt helgon som vördas inom Romersk-katolska kyrkan. Även om de äldsta källorna som omtalar henne är från 1400-talet hålls hon som troligen historisk.

## Bakgrund
Sankta Ragnhild levde på 1100-talet. Ett epitafium bevarat i två olika långa 1400-talsavskrifter beskriver henne som svensk drottning, att hon varit på pilgrimsfärd till Rom och Jerusalem samt att hon var Tälje-bornas skyddshelgon. Den längre avskriften meddelar dessutom att hon grundade Tälje kyrka, samt att hon var dotter till "Halsten".
En kommentar till den längre avskriften meddelar dessutom att hon var gift med Inge den äldre, vilket motsägs av Lilla rimkrönikan och en handskrift av Prosakrönikan, där hon istället anges ha varit gift med Inge den yngre.
| ”                                          | I telghe ragnhild min hustru ligger, jak tror hon mik nad aff gudi tigger | „ |
| – Inge den yngre enligt Lilla rimkrönikan. |                                                                           |   |

Avskrivarens uppgift att hennes far skall ha varit kung Halsten blir dock i vilket fall orimlig. De flesta historieskrivare har från Ericus Olai och Olaus Petri tagit uppgiften om henne som gemål till Inge den yngre som korrekt, och dessutom vanligen kombinerat detta med uppgifter om Erik den heliges hustru Kristinas härstamning för att göra Ragnhild till dennas mor.
Det har också föreslagits att Ragnhild skulle ha varit identisk med Johan Sverkerssons maka, mor till kung Kol, efter en uppgift i en donatorslängd till Vreta kloster.
Enligt Sven Lagerbring var Ragnhild sannolikt dotter till Hallsten Folkesson, vilket skulle stämma med att hon även i östergötsk tradition har tillhört den tidiga Bjälboätten.
Enligt den av Elias Palmsköld citerade inskriften på Ragnhilds grav, troligen författad under 1400- eller 1500-talet, i Södertälje kyrka skall hon dessutom ha varit norsk drottning. Inskriften fanns dock inte bevarad i slutet av 1600-talet, och Palmsköld citerade enligt egen uppgift från gamla anteckningar.
Eftersom hon betraktas som kungagemål avbildas hon ofta med krona. Dock har man inte helt kunnat klarlägga om hon betitlades "drottning" under sin levnad. Som gift med Inge den yngre kan hon ha avlidit innan han blev kung. Hennes dödsår är okänt, men ett årtal som nämns är år 1117.
Sedan åtminstone 1400-talet har Ragnhild varit knuten till Södertälje, bland annat skulle hon ha låtit bygga sockenkyrkan och där vara begraven. Under medeltiden användes dock inte Ragnhild i stadens sigill utan istället helgonet S:t Olof. Kulten av Sankt Olof verkar ha avtagit vid slutet av medeltiden och på 1500-talet använde staden istället en Maria-bild i sitt sigill. Denna användes så sent som 1623 men därefter har man börjat anse att Ragnhild var stadens skyddshelgon.

## Sankta Ragnhild idag
Sankta Ragnhild är idag skyddshelgon för såväl Söderköping som Södertälje. I Söderköping har bland annat en fontän uppkallats efter helgonet.
Man valde Sankta Ragnhild - troligtvis mycket beroende på Sankta Ragnhilds kyrka, som än idag ligger kvar på Stortorget. Idag namnger Södertäljeborna mycket efter sitt skyddshelgon. Bland annat finns S:ta Ragnhildsgatan, -apoteket och -skidbacken. Därtill finns stadsdelen Ragnhildsborg på Södertälje kanals östra sida. Det finns även en gymnasieskola uppkallad efter helgonet.
Sankta Ragnhilds katolska kapell ligger på Drachmansgatan i Blackeberg.